# 木下亜希子
木下 亜希子（きのした あきこ、1976年7月13日 - ）は、日本のフィギュアスケート選手（アイスダンス）。パートナーは守脇洋介、小泉仁。戸板女子高等学校、法政大学卒業。東京都出身。

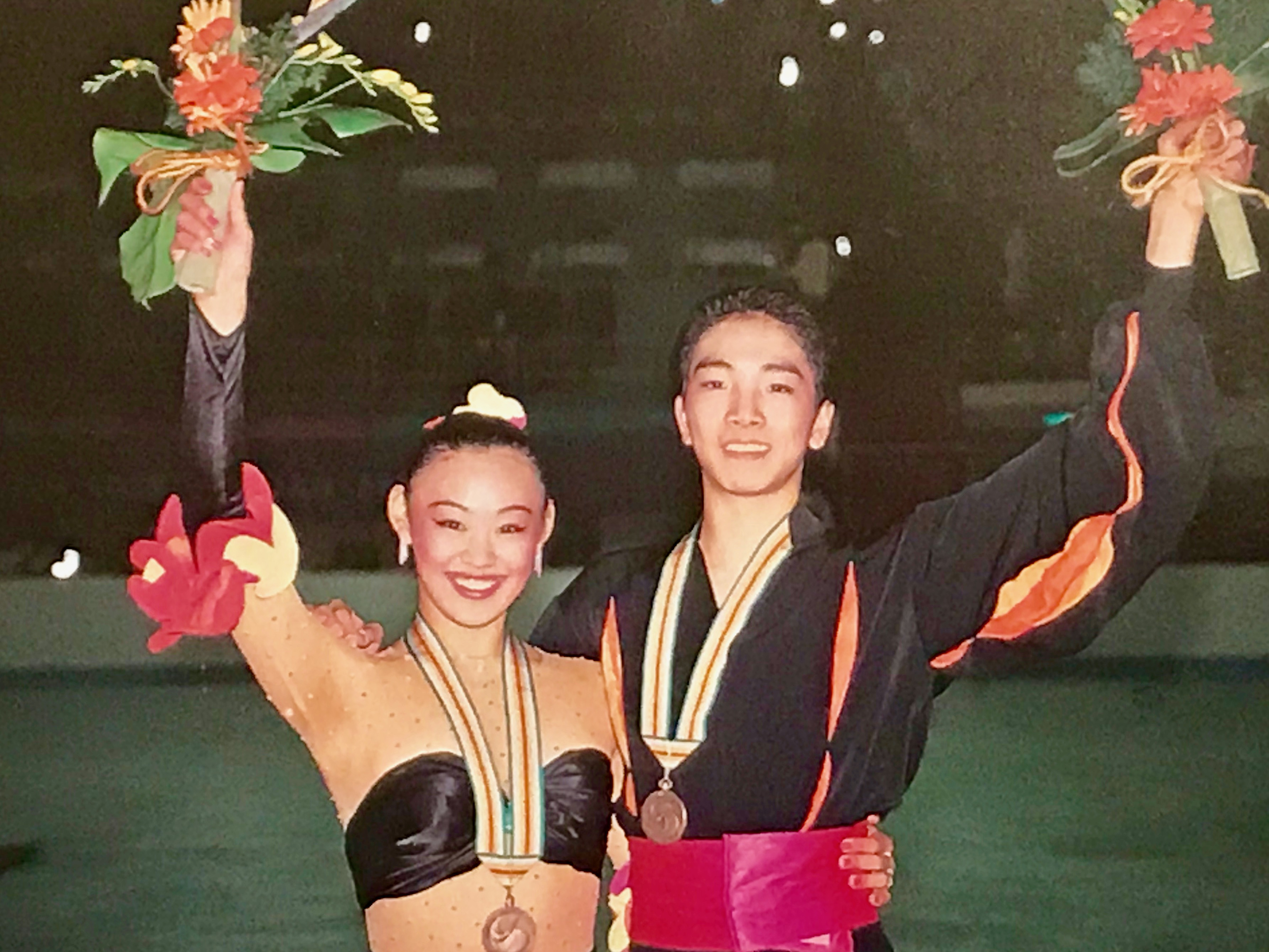

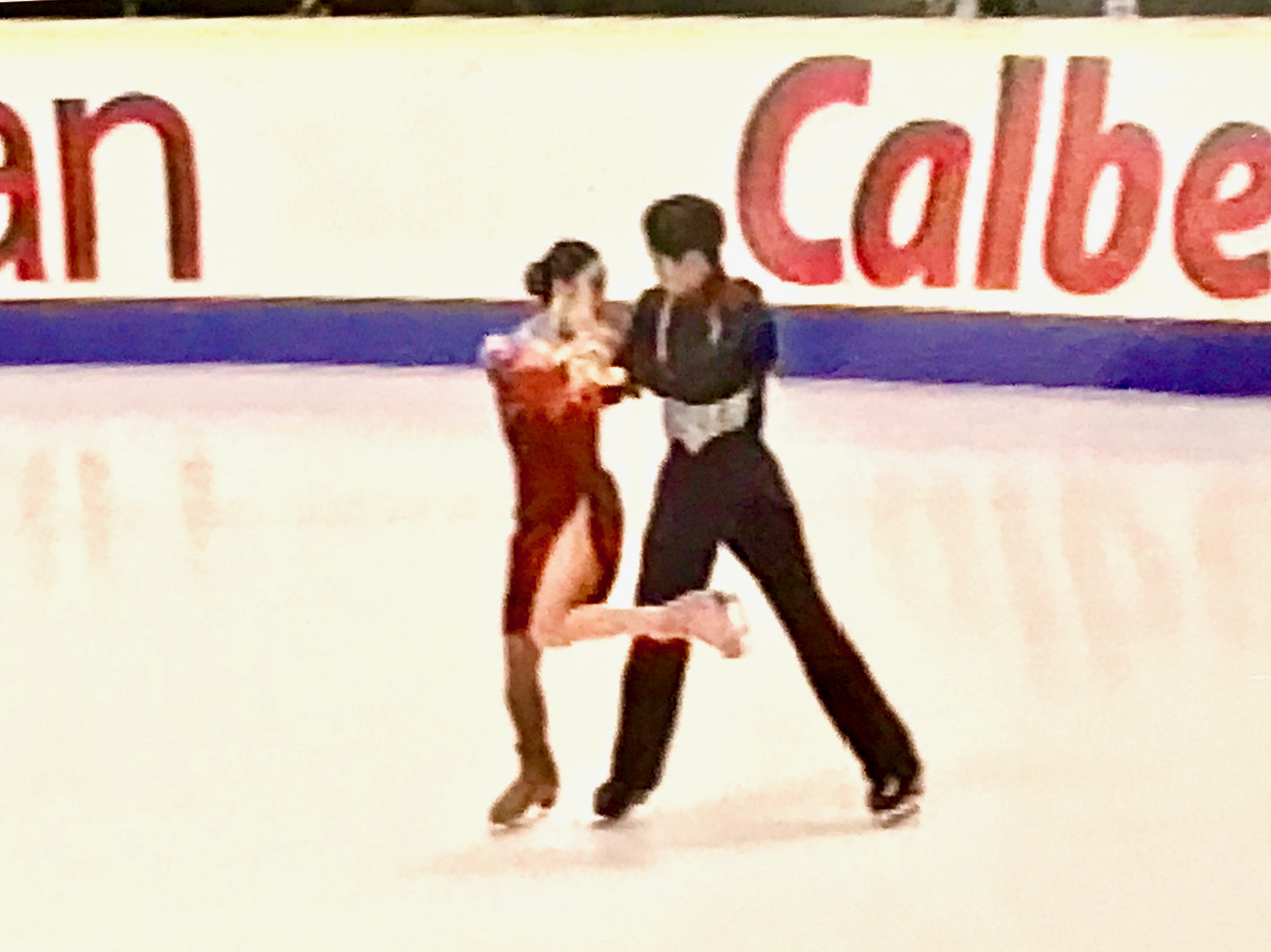

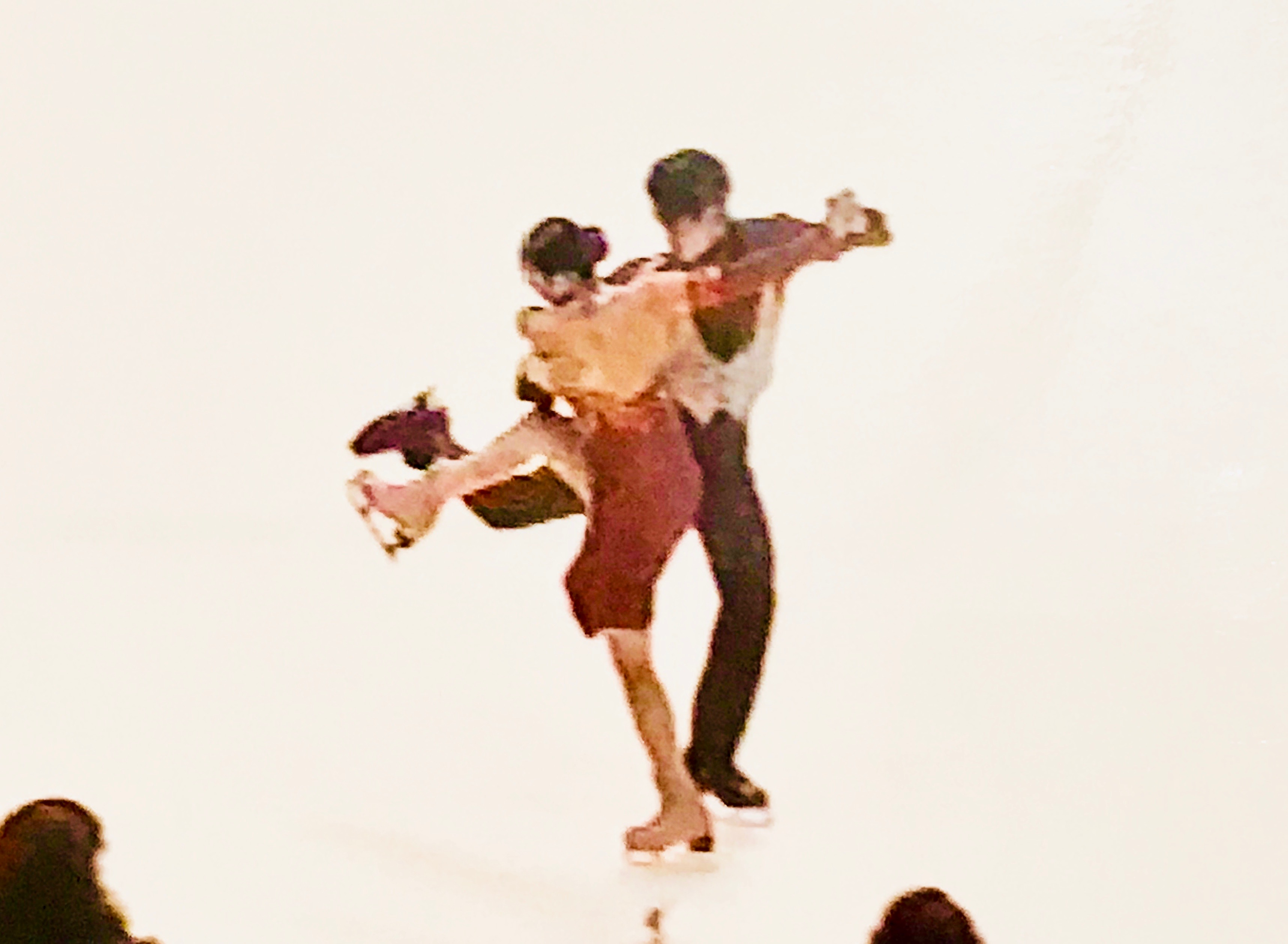

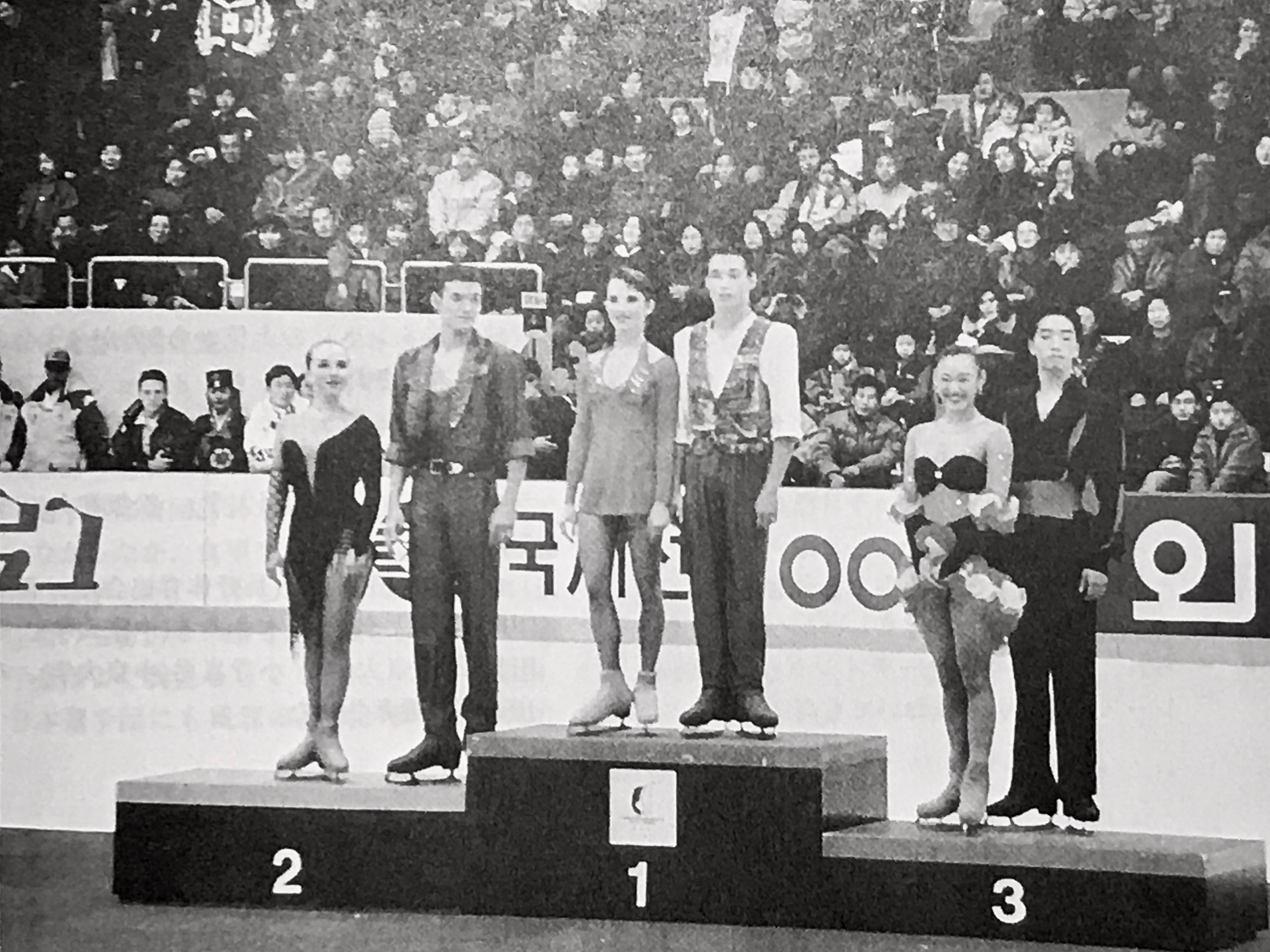

1997年ユニバーシアード3位。

## 経歴
1991年、小泉仁とカップルを組み、全日本ジュニア選手権に出場し3位に入る。
1992年、守脇洋介とカップルを組み直し、全日本ジュニア選手権で2位に入る。その後、1993年と1994年の全日本ジュニア選手権で2連覇を果たす。
1995年、全日本選手権で都築奈加子/ラザグリアエフ組、河合彩/田中衆史組に次いで3位に入った。
1996年、初出場となったNHK杯で11位、全日本選手権で2位に入り、昨年より順位を上げた。1997年のユニバーシアードではオルガ・シャルテンコ/ドミトリー・ナウムキン組、ニーナ・ウラノワ/ミハイル・スチフーニン組に次いで3位に入り、はじめて国際大会で表彰台に立つ。

## 主な戦績
- 1991-1992シーズンは小泉仁とカップル。
- 1992-1997シーズンは守脇洋介とカップル。

| 大会/年              | 1991-92 | 1992-93 | 1993-94 | 1994-95 | 1995-96 | 1996-97 |
| -------------------- | ------- | ------- | ------- | ------- | ------- | ------- |
| 全日本選手権         |         |         |         |         | 3       | 2       |
| 全日本ジュニア選手権 | 3       | 2       | 1       | 1       |         |         |
| NHK杯                |         |         |         |         |         | 11      |
| ユニバーシアード     |         |         |         |         |         | 3       |